# Euros Lyn

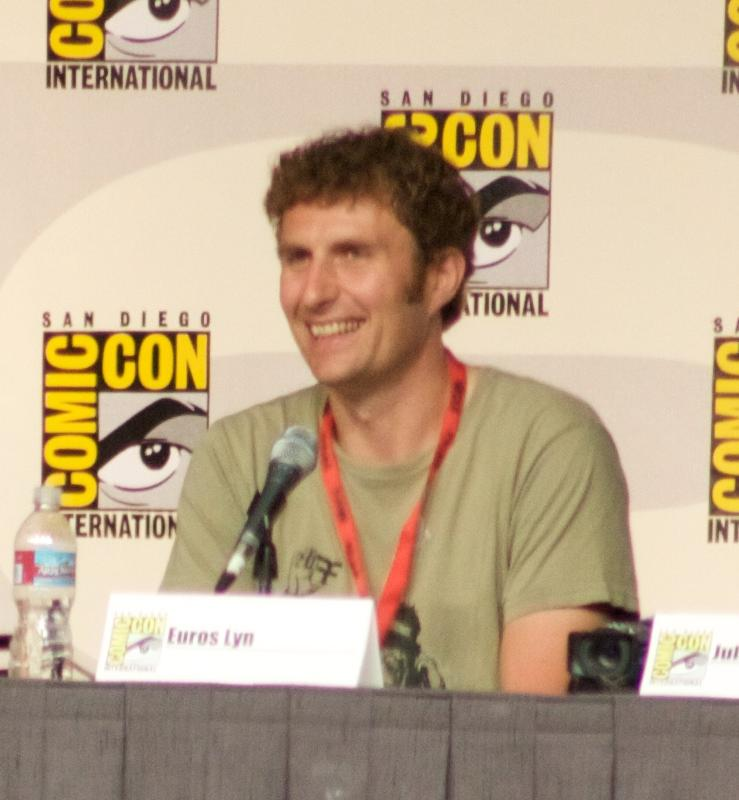
Euros Lyn, 2009

Euros Lyn (Aussprache [ˈeɪrɒs ˈlɪn]; * 1971 in Cardiff, Wales) ist ein britischer Film- und Fernsehregisseur sowie -Produzent. Besonders bekannt ist er für seine Beiträge zu den Fernsehserien Doctor Who und Torchwood sowie für sein Kinodebüt Y Llyfrgell. Lyn wurde für seine Regiearbeiten bereits mehrfach mit dem BAFTA und anderen namhaften Filmpreisen geehrt, seine Werke erhielten international unzählige weitere Auszeichnungen.

## Leben und Karriere
Lyn wurde 1971 in der walisischen Hauptstadt Cardiff geboren und wuchs zweisprachig mit Walisisch als Muttersprache auf. Seine Familie zog im Verlauf seiner Kindheit erst nach Nordwales und später zurück an die Südküste nach Swansea. Dort besuchte er erst die Ysgol Gyfun Ystalyfera (angesehene weiterführende Schule) und studierte anschließend Schauspiel an der University of Manchester (damals Victoria University). Schon früh wechselte er hinter die Kamera.
Lyn begann seine Laufbahn als Regisseur beim Fernsehsender S4C mit walisischsprachigen Serien wie Pam Fi Duw?, Iechyd Da und Y Glas. Es folgten Regiearbeiten auch für bekannte englischsprachige Serien wie das Casualty und Cutting It.
Größere Bekanntheit auch unter der internationalen Zuschauerschaft erlangte er als Regisseur mehrerer Episoden und Minisoden (darunter Music of the Spheres) der Kultserie Doctor Who. Für seine Beiträge zur Serie wurde er mehrfach ausgezeichnet, unter anderem mit einem BAFTA und einem Hugo Award. Die unter seiner Regie entstandenen Episoden zählen zu den beliebtesten Folgen der 2005 fortgeführten Serie, darunter sind beispielsweise Tödliche Stille (erster Auftritt von River Song), Das Mädchen im Kamin und die letzten Folgen von David Tennant als 10. Doktor (Das Ende der Zeit, Weihnachts- und Neujahrsspecial 2009/10).
2007 war er Regisseur des Pilotfilms von George Gently, einer Krimiserie der BBC basierend auf den Inspector-Gently-Romanen von Alan Hunter, ausgestrahlt auf BBC One.
Im Jahr 2008 führte Lyn Regie zur in sich geschlossenen fünfteiligen Miniserie Kinder der Erde, die zugleich die dritte Staffel der Doctor Who Ablegerserie Torchwood darstellt. Auch diese erfuhr unter den Zuschauern derart großen Zuspruch, dass auch Lyn international immer größere Bekanntheit genießt und im Zusammenhang mit der Serie auch zu Conventions in Zentraleuropa, Nordamerika und Ozeanien eingeladen wurde.
Ein weiteres Mal erhielt er mit die Auszeichnung der BAFTA Cymru als bester Regisseur für seinen Beitrag zur ersten Staffel der Krimiserie Sherlock mit Benedict Cumberbatch und Martin Freeman in den Hauptrollen. Die Serie wurde zudem mit mehreren BAFTAS und Preisen der RTS Royal Television Society als beste Serie geehrt. Auch in Fifteen Million Merits, eine Folge der Anthologieserie Black Mirror (Channel 4), führte er Regie, die Serie gewann anschließend einen International Emmy als beste Dramaserie. 2013 führte er Regie bei drei Folgen der ebenfalls vielfach ausgezeichneten und international erfolgreichen ITV-Krimidramaserie Broadchurch, erneut mit David Tennant und Olivia Colman in den Hauptrollen. Von der ebenfalls mit dem BAFTA ausgezeichneten Serie Last Tango in Halifax gingen jeweils drei Folgen der ersten und zweiten Staffel auf sein Konto.
Die unter Lyns Regie entstandene Krimiserie Happy Valley – In einer kleinen Stadt wurde erstmals 2014 auf BBC One gezeigt und 2015 mit dem BAFTA Award als beste Dramaserie ausgezeichnet. Auch bei Folgen von Gracepoint (US-amerikanisches Remake von Broadchurch; FOX USA), Cucumber (Channel 4) und Marvel’s Daredevil (Netflix USA) führte er Regie.
2015 erhielt Lyn im Rahmen der BAFTA-Cymru-Preisverleihung den Siân Phillips Award für seine Beiträge zur Film- und Fernsehindustrie (vgl. Lebenswerkauszeichnung). Im gleichen Jahr entstand unter seiner Regie der BBC-Dreiteiler Capital (Adaption des gleichnamigen Romans von John Lanchester, 2012).
2016 folgte schließlich Lyns Kinodebüt, der walisischsprachige Spielfilm Y Llyfrgell (Die Bibliotheks-Suizide) mit Ryland Teifi, Catrin Stewart, Dyfan Dwyfor und Sharon Haf Morgan in den Hauptrollen. Erneut wurde seine Regieführung mit einem BAFTA ausgezeichnet. Lyn war für dieses Filmprojekt zudem erstmals als Produzent aktiv.
Heute lebt er in Llangennith, Gower; berufsbedingt aber auch weiterhin in Cardiff und London. 2015 heiratete er seinen Lebenspartner Craig Hughes.

## Filmografie
- 1997: Pam fi Duw? (Fernsehserie, erste Staffel)
- 2000: Diwrnod Hollol Mindblowing Heddiw (Fernsehfilm)
- 2000: Belonging (Fernsehserie, 4 Folgen)
- 2002: A Mind to Kill (Fernsehserie, Folge 5x04)
- 2002–2003: Casualty (Fernsehserie, 4 Folgen)
- 2004: Cutting It (Fernsehserie, Folge 3x04)
- 2005–2010: Doctor Who (Fernsehserie, 12 Folgen)
- 2005: All About George (Fernsehserie, 2 Folgen)
- 2006: Jane Hall (Fernsehserie, Folgen 1x04–1x06)
- 2007: George Gently – Der Unbestechliche (George Gently, Fernsehserie, Folge 1x01)
- 2008: Fairy Tales (Fernsehserie, Folge 1x04)
- 2008: Phoo Action (Fernsehfilm)
- 2009: Torchwood (Fernsehserie, Folgen 3x01–3x05)
- 2010: Sherlock – Der blinde Banker (The Blind Banker, Fernsehfilm)
- 2010: Rückkehr ins Haus am Eaton Place (Upstairs, Downstairs, Fernsehserie, 2 Folgen)
- 2011: Black Mirror (Fernsehserie, Folge 1x02)
- 2012–2013: Last Tango in Halifax (Fernsehserie, 6 Folgen)
- 2013: Broadchurch (Fernsehserie, Folgen 1x03–1x05)
- 2014: Happy Valley – In einer kleinen Stadt (Happy Valley, Fernsehserie, Folge 1x01–1x03)
- 2014: Gracepoint (Fernsehserie, Folgen 1x09–1x10)
- 2015: Cucumber (Fernsehserie, Folgen 1x07–1x08)
- 2015–2016: Marvel’s Daredevil (Fernsehserie, 2 Folgen)
- 2015: Wir sind alle Millionäre (Capital, Fernsehserie, Folgen 1x01–1x03)
- 2016: Y Llyfrgell (auch Produzent)
- 2016: Damilola, Our Loved Boy (Fernsehfilm)
- 2018: Kiri (Fernsehserie, Folgen 1x01–1x04)
- 2020: Dream Horse
- 2022–2023: Heartstopper (Fernsehserie, Folgen 1x01–2x08)

## Auszeichnungen (Auswahl)
Im Folgenden werden Nominierungen und Auszeichnungen gelistet, die an Euros Lyn persönlich ergingen und nicht mit anderen Mitwirkenden (Produzenten, Drehbuchautoren) gemeinsam entgegengenommen wurden.
British Academy of Film and Television Arts (BAFTAs)
- 2003: BAFTA Cymru – Beste Regie – Belonging – Gewonnen
- 2009: BAFTA Cymru – Beste Regie – Tödliche Stille (Doctor Who, Folge N2.04) – Gewonnen
- 2011: BAFTA Cymru – Beste Regie – Sherlock – Der blinde Banker (Sherlock, Folge 1.02) – Gewonnen
- 2015: BAFTA TV – Beste Regie – Happy Valley – Nominiert
- 2015: BAFTA Cymru – Siân Phillips Award – Lebenswerk – Außer Konkurrenz
- 2017: BAFTA TV – Beste Regie – Damilola, Our Loved Boy – Nominiert
- 2017: BAFTA Cymru – Beste Regie – Y Llyfrgell – Gewonnen

Weitere Auszeichnungen
- 2007: Hugo Award – Beste filmische Darbietung, Kurzform – Das Mädchen im Kamin (Doctor Who, Folge N4.08) – Gewonnen
- 2011: Television Critics Association (TCA) Award – Herausragende Arbeit an einem Film, einer Miniserie oder einem Serien-Special – Sherlock – Gewonnen
- 2017: Royal Television Society (RTS) Award – Beste Regieführung – Damilola, Our Loved Boy – Nominiert
- 1997: Molodist Short Film Festival, Kiew – Bester Kurzfilm (Fiktion) – Sunday Stories – Gewonnen